# Spilosoma fraterna
Spilosoma fraterna là một loài bướm đêm thuộc phân họ Arctiinae, họ Erebidae.